# Bundesautobahn 226
Bundesautobahn 226 (em português: Auto-estrada Federal 226) ou A 226, é uma auto-estrada na Alemanha.
A Bundesautobahn 226 tem 4 km de comprimento.

## Estados
Estados percorridos por esta auto-estrada:
- Faltaestado